# Sebastian Binder (Sänger)

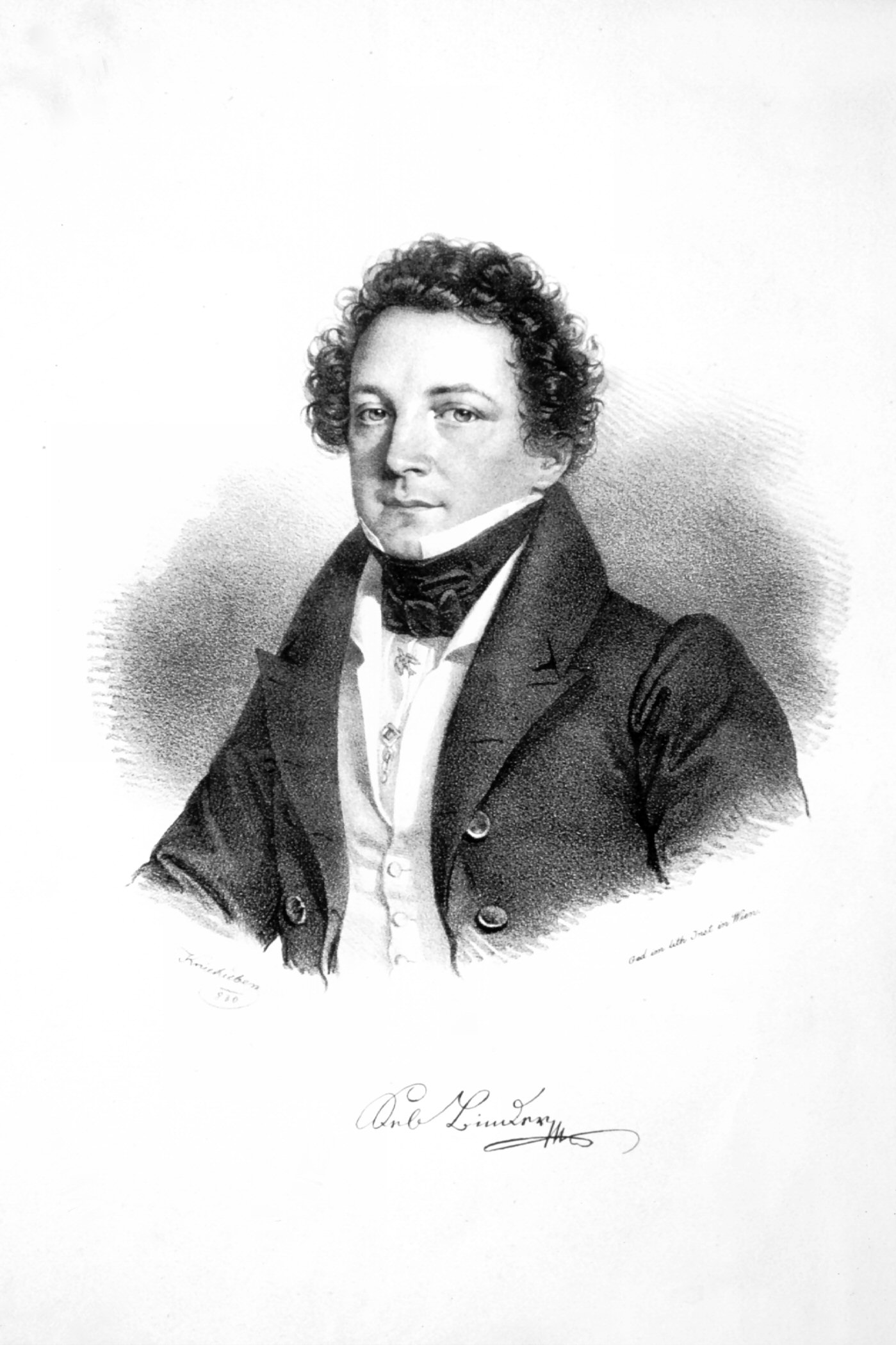
Sebastian Binder (1792–1845), österreichischer Opernsänger (Tenor) Lithographie von Josef Kriehuber, 1830

Sebastian Binder (1792 in Prag – 15. Jänner 1845 in Pest) war ein österreichischer Opernsänger (Tenor) und Gesangspädagoge.

## Leben
Schon frühzeitig machte sich seine Stimme geltend und er wurde als Chorist zuerst im Chor des Theaters an der Wien und dann am Kärntnerthortheater verwendet. Da er verwachsen war, machte man ihm wenig Hoffnung, dass er trotz seiner schönen Stimme für erste Partien verwendet werden könne. Da hörte ihn Franz Ignaz von Holbein singen und war von seiner Stimme so entzückt, dass er ihn trotz seines wenig empfehlenden Äußeren, nach Prag engagierte. Man bewunderte seine herrliche Stimme, seine große Technik und nahm ihm den Mangel an Gestalt, Gewandtheit und Deklamationskunst nicht weiter übel. So setzte er sich immer mehr und mehr in der Gunst des Prager Publikums, das ihn hoch schätzte, und gar bald die ihm noch anhaftenden Mängel im Spiel übersah. Ja er wurde sogar in seiner Kunst über alle Rivalen gestellt, die er nach dem Urteile maßgebender Zeitgenossen an „Schmelz, Lieblichkeit und Flötenton“ weit übertraf. Besonders war man von seinem mezza voce bezaubert. Seine Kopfstimme stand im vortrefflichen Einklang mit der Bruststimme und brachte er namentlich im Cantabile einen berückenden Effekt hervor. So wurde er allmählich ein gefeierter Liebling, ein Sänger ersten Ranges. Er blieb in Prag bis 1839 und galt sein Abgang von der Prager Oper als ein harter, fast unersetzlicher Verlust.
Binder wurde nach Wien ans Kärntnerthortheater berufen, wo er am 8. Jänner 1839 als „George Brown“ debütierte. In Wien erreichte er den Kulminationshöhepunkt seiner Berühmtheit und konnte sich sogar in dieser Beziehung mit dem berühmten Franz Wild messen. Ja, man bewilligte ihm sogar eine höhere Gage als seinem vorerwähnten großen Rivalen.
Obzwar seine Gestalt durchaus nicht bühnenwirksam und für Heldenrollen nur schwer zu verwenden war, erzwang er sich doch den Jubel der Menge durch den bestrickenden Wohllaut der Stimme und durch edlen tiefempfundenen Vortrag.
So sehr ihn die Wiener auch verehrten und schätzen und ihm als „den besten Masaniello aller Zeiten“ huldigten, seine krankhafte Wanderlust trieb ihn doch wieder von der Kaiserstadt weg, weiter von Stadt zu Stadt, von Bühne zu Bühne. Er kam nach Dresden, errang dort die gleichen stürmischen Erfolge, nahm Engagement in München, Berlin, kurz, es gab keine hervorragende deutsche Bühne, auf der er nicht, mit frenetischem Beifall begrüßt, erschien. Allein nirgends duldete es ihn. Dazu kam noch sein wüstes Leben und der übermäßige Genuss geistiger Getränke. Eine Reihe von Jahren hielt sein unvergleichliches Organ diesem Leben in Saus und Braus Stand. Doch schließlich war seine Stimme nicht mehr widerstandsfähig genug, verlor immer mehr und mehr an Wohllaut, bis er sich schließlich gezwungen sah, die Bühnenkarriere aufzugeben und sich in Pest als Gesangslehrer niederzulassen.
Doch auch jetzt noch lockte Wein, Weib und Gesang, bis er endlich durch Trunk und Ausschweifung gänzlich heruntergekommen, auf dürftigem Strohlager gebettet, am 15. Jänner 1845 für immer die Augen schloss.
Verheiratet war er ab 1824 mit Margarete Binder.